# Simpo Vranje
Simpo Vranje (code BELEX : SMPO) est une holding serbe qui a son siège social à Vranje. Elle travaille notamment dans le secteur de l'industrie du meuble.

## Histoire
Simpo Vranje a été admise au libre marché de la Bourse de Belgrade le 11 novembre 2005.

## Activités
Simpo propose des meubles de salon (canapés, fauteuils, tables, étagères etc.), des meubles de rangement et des accessoires de décoration, des meubles et des accessoires pour les chambres à coucher (lits, tapis) ainsi que des matelas et de la literie. Sans sa gamme de produits figurent aussi des meubles et équipements pour la cuisine et pour la salle à manger et des meubles de bureau. La société vend aussi des éclairages et des accessoires pour les balcons et les jardins.

## Données boursières
Le 19 juin 2013, l'action de Simpo Vranje valait 120 RSD (1,05 EUR). Elle a connu son cours le plus élevé, soit 5 400 RSD (47,25 EUR), le 18 avril 2007 et son cours le plus bas, soit 100 RSD (0,87 EUR), le 14 décembre 2012.
Le capital de Simpo Vranje est détenu à hauteur de 47,31 % par des entités juridiques, dont 28,83 % par l'Akcionarski fond Beograd, et à hauteur de 43,75 % par des personnes physiques.